# Coccidencyrtus duplachionaspidis
Coccidencyrtus duplachionaspidis är en stekelart som beskrevs av Svetlana N. Myartseva 1978. Coccidencyrtus duplachionaspidis ingår i släktet Coccidencyrtus och familjen sköldlussteklar.
Artens utbredningsområde är Turkmenistan. Inga underarter finns listade i Catalogue of Life.